# Vili
U nordijskoj mitologiji, Vili (stnord. "volja") je bog iz skupine Asa. 

## Obitelj
Vili je drugi sin boga Bora i divice Bestle, brat Odina i Vea, unuk Burija, Borovog oca i Boltorna, Bestlinog oca te nećak Mimira, Bestlinog brata. 

## Stvaranje svijeta i ljudi
Odin, Vili i Ve zaslužni su za oblikovanje svijeta i ljudi. Ubili su zlog diva Imira, praoca ledenih divova. U Imirovoj su se krvi utopili svi ledeni divovi osim Imirovog unuka Bergelmira. On i njegova supruga su se uspjeli spasiti.
Odin, Vili i Ve načinili su svijet od Imirova tijela:
| (Grímnismál, 40−41)    | (Grímnismál, 40−41)      |
| ---------------------- | ------------------------ |
| Ór Ymis holdi          | Iz Imirova mesa          |
| var iörð of sköput,    | stvorena je zemlja,      |
| en ór sveita siár,     | od krvi mora,            |
| biörg ór beinum,       | brda od kostiju,         |
| baðmr ór hári,         | drveće od kose,          |
| en ór hausi himinn.    | od lubanje nebo.         |
| En ór hans brám        | A od obrva učiniše       |
| gerðu blíð regin       | blaženi bogovi           |
| Miðgarð manna sonum,   | Midgard za sinove ljudi, |
| en ór hans heila       | a od Imirova mozga       |
| vóro þau hin harðmóðgu | surovi su stvoreni       |
| ský öll of sköput.     | oblaci svi.              |
|                        | (prevela Dora Maček)     |

Braća su potom stvorila i prve ljude, Aska ("jasen") i Emblu ("brijest"). Zbilo se to za vrijeme jedne šetnje obalom kada su ugledali dva debla. Braća su učinila da debla postanu prva ljudska bića. Odin deblima podari dušu i život, Vili pokretljivost i inteligenciju, a Ve oblik, govor, sluh i vid. Bogovi su zatim ljudima dali imena i odjeću. 

## Vili i Friga
Vili i Ve su živjeli u poligamnoj vezi s božicom Frigom, Odinovom suprugom za vrijeme Odinova dužeg izbivanja.

## Teorije
Odin, Vili i Ve se mogu usporediti s trojicom braće iz grčke mitologije – Hadom, Posejdonom i Zeusom.
Moguće je da je Hoenir drugo ime za Vilija. 